# Campionato mondiale di Formula 1 1966
Il campionato mondiale di Formula 1 1966 organizzato dalla FIA è stato, nella storia della categoria, il 17° ad assegnare il campionato piloti e il 9° ad assegnare il campionato costruttori. È iniziato il 22 maggio e terminato il 23 ottobre, dopo 9 gare. Il titolo dei piloti andò a Jack Brabham, Campione del Mondo per la terza volta in carriera; il titolo costruttori fu vinto dal team del pilota australiano, la Brabham.

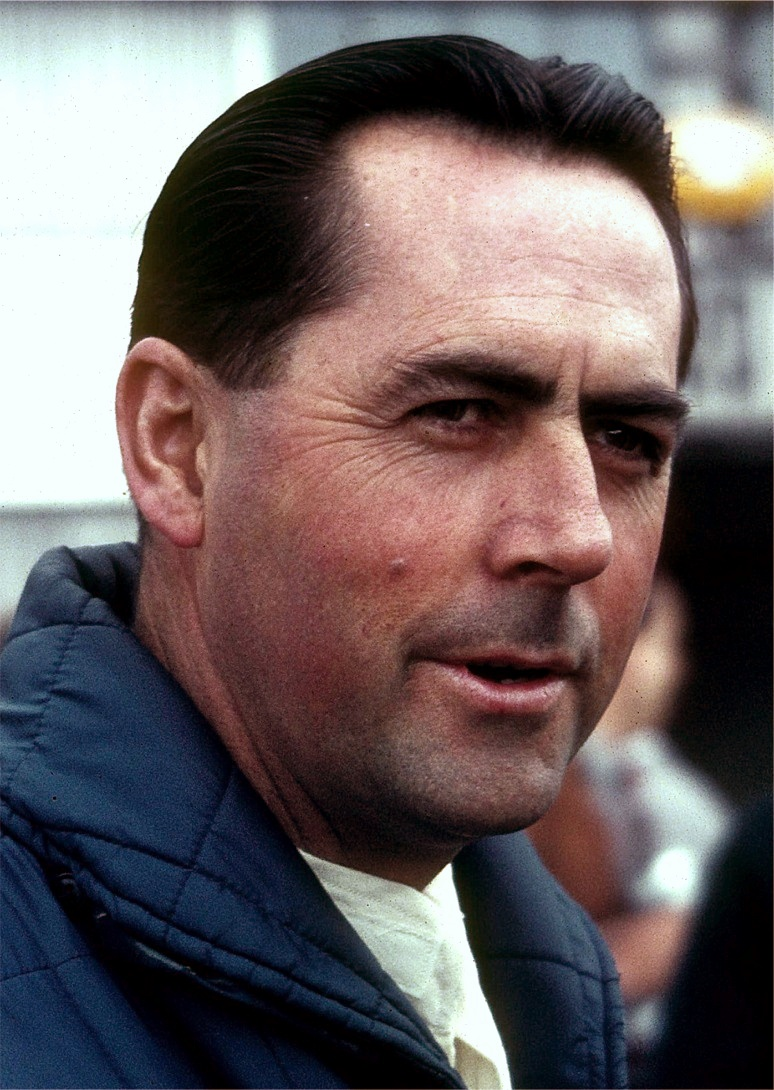
Jack Brabham vince il suo terzo ed ultimo titolo mondiale a quarant'anni suonati.

## Norme tecniche
La stagione 1966 segna un punto di svolta nella storia della F1, dato che entrarono in vigore nuove norme tecniche che prevedevano un raddoppio della cilindrata massima, rispetto ai precedenti 1.500 cm³, con un limite di peso pari a 500 kg. Venivano altresì ammessi propulsori sovralimentati fino a 1.500 cm³, oltre a motori Wankel e a turbina, senza limiti di cubatura. Tali variazioni erano stata adottate in seguito alle trattative per la creazione della "Formula Intercontinentale" che nelle intenzioni dei suoi promotori avrebbe dovuto unificare le norme tecniche della Formula 1 e della Formula Indianapolis.

## Piloti e costruttori
I seguenti team e piloti parteciparono al campionato mondiale di Formula 1 nella stagione 1966.
| Nome del Team               | Costruttore       | Modello           | Motore             | Gomme | Piloti                                                            |
| --------------------------- | ----------------- | ----------------- | ------------------ | ----- | ----------------------------------------------------------------- |
| Team Lotus                  | Lotus             | 43 33             | BRM Climax         | F D   | Peter Arundell Jim Clark Geki Pedro Rodríguez                     |
| Brabham Racing Organisation | Brabham           | BT19 BT20 BT22    | Repco Climax       | G     | Jack Brabham Denny Hulme Chris Irwin                              |
| DW Racing Enterprises       | Brabham           | BT11              | Climax             | F     | Bob Anderson                                                      |
| Chris Amon (privato)        | Brabham           | BT11              | BRM                | D     | Chris Amon                                                        |
| David Bridges               | Brabham           | BT11              | BRM                | G     | John Taylor                                                       |
| Bruce McLaren Motor Racing  | McLaren           | M2B               | Ford Serenissima   | F     | Bruce McLaren Chris Amon                                          |
| Scuderia Ferrari SEFAC SpA  | Ferrari           | 312 246 F1-66     | Ferrari            | D F   | Ludovico Scarfiotti Lorenzo Bandini Mike Parkes John Surtees      |
| Owen Racing Organ.          | BRM               | P83 P261 P115     | BRM                | D     | Jackie Stewart Graham Hill                                        |
| Team Chamaco-Collect        | BRM               | P261              | BRM                | G D   | Bob Bondurant Vic Wilson                                          |
| Bernard White Racing        | BRM               | P261              | BRM P142           | D     | Innes Ireland                                                     |
| Reg Parnell Racing          | Lotus BRM Ferrari | 25 P261 246 F1-66 | Climax BRM Ferrari | D G F | Richard Attwood Paul Hawkins Mike Spence Giancarlo Baghetti       |
| Cooper Car Company          | Cooper            | T81               | Maserati           | G     | Moisés Solana Jochen Rindt John Surtees Richie Ginther Chris Amon |
| Guy Ligier (privato)        | Cooper            | T81               | Maserati           | D     | Guy Ligier                                                        |
| J.A. Pearce Engineering     | Cooper            | T73               | Ferrari            | D     | Chris Lawrence                                                    |
| J. Bonnier Racing Team      | Cooper Brabham    | T81 BT22 BT7      | Maserati Climax    | D F   | Jo Bonnier                                                        |
| RRC Walker Racing Team      | Cooper Brabham    | T81 BT11          | Maserati BRM       | D     | Jo Siffert                                                        |
| Anglo American Racers       | Eagle             | T1F T1G           | Weslake Climax     | G     | Dan Gurney Phil Hill Bob Bondurant                                |
| Shannon Racing Cars         | Shannon           | SH1               | Climax             | D     | Trevor Taylor                                                     |
| Honda R&D Company           | Honda             | RA 273            | Honda              | G     | Richie Ginther Ronnie Bucknum                                     |
| J.Willment Automobiles      | BRP               | MK2               | Climax             | D     | Frank Gardner                                                     |

I seguenti team e piloti parteciparono al campionato mondiale di Formula 1 al Gran Premio di Germania con vetture di Formula 2.
| Nome del Team               | Costruttore | Modello | Motore        | Gomme | Piloti                                       |
| --------------------------- | ----------- | ------- | ------------- | ----- | -------------------------------------------- |
| Roy Winckelmann Racing      | Brabham     | BT18    | Ford-Cosworth | D     | Alan Rees Hans Herrmann                      |
| Matra Sports                | Matra       | MS5     | Ford-Cosworth | D     | Jo Schlesser Jean-Pierre Beltoise            |
| Team Lotus                  | Lotus       | 44      | Ford-Cosworth | D     | Piers Courage Gerhard Mitter Pedro Rodríguez |
| Caltex Racing Team          | Brabham     | BT18    | Ford-Cosworth | D     | Kurt Ahrens                                  |
| Tyrrell Racing Organisation | Matra       | MS5     | Ford-Cosworth | D     | Jacky Ickx Hubert Hahne                      |
| Midland Racing Partnership  | Lola        | T62     | Ford-Cosworth | D     | Richard Attwood                              |
| Silvio Moser (privato)      | Brabham     | BT16    | Ford-Cosworth | D     | Silvio Moser                                 |
| Anglo Suisse Racing Team    | Cooper      | BT82    | BRM           | D     | Giancarlo Baghetti                           |

## Riassunto della stagione

### Gran Premio di Monaco
Monte Carlo - 22 maggio 1966 - 24e Grand Prix Automobile de Monaco

#### Ordine d'arrivo
1. Jackie Stewart (BRM)
2. Lorenzo Bandini (Ferrari)
3. Graham Hill (BRM)
4. Bob Bondurant (BRM)

### Gran Premio del Belgio
Circuito di Spa-Francorchamps - 12 giugno 1966 - XXVI Grote Prijs van Belgie

#### Ordine d'arrivo
1. John Surtees (Ferrari)
2. Jochen Rindt (Cooper-Maserati)
3. Lorenzo Bandini (Ferrari)
4. Jack Brabham (Brabham-Repco)
5. Richie Ginther (Cooper-Maserati)

### Gran Premio di Francia
Reims - 3 luglio 1966 - 52e Grand Prix de l'A.C.F., Grand Prix d'Europe

#### Ordine d'arrivo
1. Jack Brabham (Brabham-Repco)
2. Mike Parkes (Ferrari)
3. Denny Hulme (Brabham-Repco)
4. Jochen Rindt (Cooper-Maserati)
5. Dan Gurney (Eagle-Climax)
6. John Taylor (Brabham-BRM)

### Gran Premio di Gran Bretagna
Brands Hatch - 16 luglio 1966 - RAC British Grand Prix

#### Ordine d'arrivo
1. Jack Brabham (Brabham-Repco)
2. Denny Hulme (Brabham-Repco)
3. Graham Hill (BRM)
4. Jim Clark (Lotus-Climax)
5. Jochen Rindt (Cooper-Maserati)
6. Bruce McLaren (McLaren-Serenissima)

### Gran Premio d'Olanda
Zandvoort - 24 luglio 1966 - XV Grote Prijs van Nederland

#### Ordine d'arrivo
1. Jack Brabham (Brabham-Repco)
2. Graham Hill (BRM)
3. Jim Clark (Lotus-Climax)
4. Jackie Stewart (BRM)
5. Mike Spence (Lotus-BRM)
6. Lorenzo Bandini (Ferrari)

### Gran Premio di Germania
Nürburgring - 7 agosto 1966 - XXVIII Großer Preis von Deutschland

#### Ordine d'arrivo
1. Jack Brabham (Brabham-Repco)
2. John Surtees (Cooper-Maserati)
3. Jochen Rindt (Cooper-Maserati)
4. Graham Hill (BRM)
5. Jackie Stewart (BRM)
6. Lorenzo Bandini (Ferrari)

### Gran Premio d'Italia
Autodromo nazionale di Monza - 4 settembre 1966 - 37º Gran Premio d'Italia

#### Ordine d'arrivo
1. Ludovico Scarfiotti (Ferrari)
2. Mike Parkes (Ferrari)
3. Denny Hulme (Brabham-Repco)
4. Jochen Rindt (Cooper-Maserati)
5. Mike Spence (Lotus-BRM)
6. Bob Anderson (Brabham-Climax)

### Gran Premio degli Stati Uniti
Watkins Glen - 2 ottobre 1966 - IX United States Grand Prix

#### Ordine d'arrivo
1. Jim Clark (Lotus-BRM)
2. Jochen Rindt (Cooper-Maserati)
3. John Surtees (Cooper-Maserati)
4. Jo Siffert (Cooper-Maserati)
5. Bruce McLaren (McLaren-Ford)
6. Peter Arundell (Lotus-BRM)

### Gran Premio del Messico
Autodromo de la Ciudad de Mexico Magdalena Mixhuca - 23 ottobre 1966 - V Gran Premio de Mexico

#### Ordine d'arrivo
1. John Surtees (Cooper-Maserati)
2. Jack Brabham (Brabham-Repco)
3. Denny Hulme (Brabham-Repco)
4. Richie Ginther (Honda)
5. Dan Gurney (Eagle-Climax)
6. Jo Bonnier (Cooper-Maserati)

## Risultati

### Gran Premi
| Nº | Gara                          | Data        | Circuito           | Pole position   | Giro più veloce     | Pilota vincitore    | Costruttore     | Resoconto |
| -- | ----------------------------- | ----------- | ------------------ | --------------- | ------------------- | ------------------- | --------------- | --------- |
| 1  | Gran Premio di Monaco         | 22 maggio   | Monaco             | Jim Clark       | Lorenzo Bandini     | Jackie Stewart      | BRM             | Resoconto |
| 2  | Gran Premio del Belgio        | 12 giugno   | Spa-Francorchamps  | John Surtees    | John Surtees        | John Surtees        | Ferrari         | Resoconto |
| 3  | Gran Premio di Francia        | 3 luglio    | Reims-Gueux        | Lorenzo Bandini | Lorenzo Bandini     | Jack Brabham        | Brabham-Repco   | Resoconto |
| 4  | Gran Premio di Gran Bretagna  | 16 luglio   | Brands Hatch       | Jack Brabham    | Jack Brabham        | Jack Brabham        | Brabham-Repco   | Resoconto |
| 5  | Gran Premio d'Olanda          | 24 luglio   | Zandvoort          | Jack Brabham    | Denny Hulme         | Jack Brabham        | Brabham-Repco   | Resoconto |
| 6  | Gran Premio di Germania       | 7 agosto    | Nürburgring        | Jim Clark       | John Surtees        | Jack Brabham        | Brabham-Repco   | Resoconto |
| 7  | Gran Premio d'Italia          | 4 settembre | Monza              | Mike Parkes     | Ludovico Scarfiotti | Ludovico Scarfiotti | Ferrari         | Resoconto |
| 8  | Gran Premio degli Stati Uniti | 2 ottobre   | Watkins Glen       | Jack Brabham    | John Surtees        | Jim Clark           | Lotus-BRM       | Resoconto |
| 9  | Gran Premio del Messico       | 23 ottobre  | Hermanos Rodríguez | John Surtees    | Richie Ginther      | John Surtees        | Cooper-Maserati | Resoconto |

## Classifiche

### Classifica Piloti
| Pos. | Pilota                     |     |     |     |     |     |     |     |     |     | Punti   |
| ---- | -------------------------- | --- | --- | --- | --- | --- | --- | --- | --- | --- | ------- |
| 1    | Jack Brabham               | Rit | 4   | 1   | 1   | 1   | 1   | Rit | Rit | 2   | 42 (45) |
| 2    | John Surtees               | Rit | 1   | Rit | Rit | Rit | 2   | Rit | 3   | 1   | 28      |
| 3    | Jochen Rindt               | Rit | 2   | 4   | 5   | Rit | 3   | 4   | 2*  | Rit | 22 (24) |
| 4    | Denny Hulme                | Rit | Rit | 3   | 2   | Rit | Rit | 3   | Rit | 3   | 18      |
| 5    | Graham Hill                | 3   | Rit | Rit | 3   | 2   | 4   | Rit | Rit | Rit | 17      |
| 6    | Jim Clark                  | Rit | Rit | NP  | 4   | 3   | Rit | Rit | 1   | Rit | 16      |
| 7    | Jackie Stewart             | 1   | Rit |     | Rit | 4   | 5   | Rit | Rit | Rit | 14      |
| 8    | Mike Parkes                |     |     | 2   |     | Rit | Rit | 2   |     |     | 12      |
| 9    | Lorenzo Bandini            | 2   | 3   | NC  |     | 6   | 6   | Rit | Rit |     | 12      |
| 10   | Ludovico Scarfiotti        |     |     |     |     |     | Rit | 1   |     |     | 9       |
| 11   | Richie Ginther             | Rit | 5   |     |     |     |     | Rit | NC  | 4   | 5       |
| 12   | Dan Gurney                 |     | NC  | 5   | Rit | Rit | 7*  | Rit | Rit | 5   | 4       |
| 13   | Mike Spence                | Rit | Rit | Rit | Rit | 5   | Rit | 5   | Rit | NP  | 4       |
| 14   | Bob Bondurant              | 4   | Rit |     | 9   |     | Rit | 7   | SQ  | Rit | 3       |
| 15   | Jo Siffert                 | Rit | Rit | Rit | NC  | Rit |     | Rit | 4   | Rit | 3       |
| 16   | Bruce McLaren              | Rit | NP  |     | 6   | NP  |     |     | 5   | Rit | 3       |
| 17   | Peter Arundell             |     | NP  | Rit | Rit | Rit | 8   | 8*  | 6   | 7   | 1       |
| 18   | Bob Anderson               | Rit |     | 7   | NC  | Rit | Rit | 6   |     |     | 1       |
| 19   | Jo Bonnier                 | NC  | Rit | NC  | Rit | 7   | Rit | Rit | NC  | 6   | 1       |
| 20   | John Taylor                |     |     | 6   | 8   | 8   | Rit |     |     |     | 1       |
| -    | Chris Irwin                |     |     |     | 7   |     |     |     |     |     | 0       |
| -    | Ronnie Bucknum             |     |     |     |     |     |     |     | Rit | 8   | 0       |
| -    | Chris Amon                 |     |     | 8   |     |     |     | NQ  |     |     | 0       |
| -    | Guy Ligier                 | NC  | NC  | NC  | 10  | 9   | NP  |     |     |     | 0       |
| -    | Geki                       |     |     |     |     |     |     | 9   |     |     | 0       |
| -    | Chris Lawrence             |     |     |     | 11  |     | Rit |     |     |     | 0       |
| -    | Giancarlo Baghetti         |     |     |     |     |     |     | NC  |     |     | 0       |
| -    | Pedro Rodríguez de la Vega |     |     | Rit |     |     |     |     | Rit | Rit | 0       |
| -    | Innes Ireland              |     |     |     |     |     |     |     | Rit | Rit | 0       |
| -    | Trevor Taylor              |     |     |     | Rit |     |     |     |     |     | 0       |
| -    | Moisés Solana              |     |     |     |     |     |     |     |     | Rit | 0       |
| -    | Phil Hill                  |     |     |     |     |     |     | NQ  |     |     | 0       |
| Pos. | Pilota                     |     |     |     |     |     |     |     |     |     | Punti   |

| Legenda | 1º posto     | 2º posto | 3º posto    | A punti         | Senza punti/Non class.  | Grassetto – Pole position Corsivo – Giro più veloce |
| Legenda | Squalificato | Ritirato | Non partito | Non qualificato | Solo prove/Terzo pilota | Grassetto – Pole position Corsivo – Giro più veloce |

* Indica quei piloti che non hanno terminato la gara ma sono ugualmente classificati avendo coperto, come previsto dal regolamento, almeno il 90% della distanza totale.

### Classifica Costruttori
| Pos | Costruttore         | Punti   |
| --- | ------------------- | ------- |
| 1   | Brabham-Repco       | 42 (49) |
| 2   | Ferrari             | 31 (32) |
| 3   | Cooper-Maserati     | 30 (35) |
| 4   | BRM                 | 22      |
| 5   | Lotus-BRM           | 13      |
| 6   | Lotus-Climax        | 8       |
| 7   | Eagle-Climax        | 4       |
| 8   | Honda               | 3       |
| 9   | McLaren-Ford        | 2       |
| 10  | Brabham-Climax      | 1       |
| 11  | Brabham-BRM         | 1       |
| 12  | McLaren-Serenissima | 1       |
| 13  | Eagle-Weslake       | 0       |
| 14  | Shannon-Climax      | 0       |
| 15  | Cooper-Ferrari      | 0       |

## Statistiche
| Pos | Pilota              | Nazione       | Punti   | Vittorie | Podi | Poles |
| --- | ------------------- | ------------- | ------- | -------- | ---- | ----- |
| 1   | Jack Brabham        | Australia     | 42 (45) | 4        | 5    | 3     |
| 2   | John Surtees        | Gran Bretagna | 28      | 2        | 4    | 2     |
| 3   | Jochen Rindt        | Austria       | 22 (24) |          | 3    |       |
| 4   | Denny Hulme         | Nuova Zelanda | 18      |          | 4    |       |
| 5   | Graham Hill         | Gran Bretagna | 17      |          | 3    |       |
| 6   | Jim Clark           | Gran Bretagna | 16      | 1        | 2    | 2     |
| 7   | Jackie Stewart      | Gran Bretagna | 14      | 1        | 1    |       |
| 8   | Mike Parkes         | Gran Bretagna | 12      |          | 2    | 1     |
| 9   | Lorenzo Bandini     | Italia        | 12      |          | 2    | 1     |
| 10  | Ludovico Scarfiotti | Italia        | 9       | 1        | 1    |       |
| 11  | Richie Ginther      | USA           | 5       |          |      |       |
| 12  | Dan Gurney          | USA           | 4       |          |      |       |
| 13  | Mike Spence         | Gran Bretagna | 4       |          |      |       |
| 14  | Bob Bondurant       | USA           | 3       |          |      |       |
| 15  | Jo Siffert          | Svizzera      | 3       |          |      |       |
| 16  | Bruce McLaren       | Nuova Zelanda | 3       |          |      |       |
| 17  | Peter Arundell      | Gran Bretagna | 1       |          |      |       |
| 18  | Jo Bonnier          | Svezia        | 1       |          |      |       |
| 19  | Bob Anderson        | Gran Bretagna | 1       |          |      |       |
| 20  | John Taylor         | USA           | 1       |          |      |       |
| 21  | Chris Irwin         | Gran Bretagna |         |          |      |       |
| 22  | Ronnie Bucknum      | USA           |         |          |      |       |
| 23  | Chris Amon          | Nuova Zelanda |         |          |      |       |
| 24  | Guy Ligier          | Francia       |         |          |      |       |
| 25  | Geki                | Italia        |         |          |      |       |
| 26  | Chris Lawrence      | Gran Bretagna |         |          |      |       |
| —   | Giancarlo Baghetti  | Italia        |         |          |      |       |
| —   | Pedro Rodríguez     | Messico       |         |          |      |       |
| —   | Innes Ireland       | Gran Bretagna |         |          |      |       |
| —   | Trevor Taylor       | Gran Bretagna |         |          |      |       |
| —   | Moisés Solana       | Messico       |         |          |      |       |
| —   | Phil Hill           | USA           |         |          |      |       |

## Gare non valide per il mondiale
| Gara                      | Circuito      | Data         | Pilota vincitore | Costruttore   | Resoconto |
| ------------------------- | ------------- | ------------ | ---------------- | ------------- | --------- |
| Gran Premio del Sudafrica | Prince George | 1º gennaio   | Mike Spence      | Lotus-Climax  | Resoconto |
| Gran Premio di Siracusa   | Siracusa      | 1º aprile    | John Surtees     | Ferrari       | Resoconto |
| BRDC International Trophy | Silverstone   | 14 maggio    | Jack Brabham     | Brabham-Repco | Resoconto |
| International Gold Cup    | Oulton Park   | 17 settembre | Jack Brabham     | Brabham-Repco | Resoconto |